# Глациологија
Глациологија је наука која спада у хидрологију, која има за циљ проучавање ледника, процесима њиховог настајања, као и проучавањем њиховог утицаја на животну средину. Реч глечер долази од латинског glacies  што означава лед или мраз, logos - наука (расправа, дискусија).
Глациологија је интердисциплинарна геонаука која повезује геологију, климатологију, метеорологију, хидрологију, биологију и екологију. Дисциплина такође обликује део физичке географије. Утицај глечера на људе укључује подручја антропогеографије и антропологије. Открића воденог леда на Месецу, Марсу, Европи и Плутону додају ванземаљску компоненту пољу, која се назива „астроглациологија“.

## Преглед
Подручја проучавања унутар глациологије укључују глацијалну историју и реконструкцију прошлих образаца глацијације, утицај ледника на климу и обратно, динамику кретања леда, доприносе ледника ерозији и геоморфологији, животне облике који живе у леду и тако даље.
Глациологија је очекивано једна од кључних подручја подржаних поларним истраживањима.

## Типови
Постоје две опште категорије глацијације које глациолози разликују: алпска глацијација, акумулације или „реке леда“ ограничене долинама; и континентална глацијација, неограничене акумулације које су некад покривале већину северних континената.
- Алпски - лед се креће низ долине планинских подручја и обликује гомиле покретног леда на равнима испод себе. Алпски ледници теже стварају неравне топографије.
- Континентални - ледена капа која се налази само на вишим географским ширинама (Гренланд/Антарктик), широка хиљаде квадратних километара и дебела хиљаде метара.

## Настанак ледника
Ледник настаје дугогодишњим накупљањем и преобразбом снега, под условом да испаравање и топљење снега и леда (аблација) није већа од акумулације. Први снег има малу густину, а даљњом акумулацијом, нови снег делује под већим притиском на старији, повећавајући му густину и обим. Пахуљице доњег слоја снега, под утицајем насталог притиска, топе се и пењу у горњи слој где се око кристализованих пахуљица леде и постају кугласта зрна (тзв. firn). Мењањем годишњих доба, зрна  сетопе и опет леде у већа зрна и тако повећава густина и смањује запремина. Стварањем тог слоја, и акумулацијом и метаморфозом новог снега, густина се повећава, а зрнасти снег се претвара у глацијални лед. Када доњи део ледника постане  пластична (при дебљин око 100 метара), настаје активни ледник.
Посматрајући цели ледник, јако је важно уочити линију равнотеже. Она га дели на горњи и доњи део. Горњи има већу акумулацију снега, док доњи део има већу аблацију, тј. топљење снега.

## Зоне ледника
- Акумулација
- Расипање

## Покрети
- Аблација: расипање испаравањем и топљењем
- Бергшрунд: пукотина обликована на челу ледника где се одлама од планинске површине.
- Фрактура (дебљине 30–60 m): слабо ломљење ствара пукотине захваљујући средишњем делу ледника који се креће брже од страна/пода.
- Ток: пластичан захваљујући огромном притиску.
- Откидање/Ломљење: покретни ледник узима велике блокове стена и преноси их понекад чак и до два километра.
- Циркови: кружно обликована депресија где се ледник почео отапати и на крају се отопио.
- Тарн: језеро које се обликује на дну цирка.
- Нунатак: шиљак стене обликован предњом ерозијом прстена циркова око једне планине.

У зависности од спољашњих услова, брзина кретања ледника зависи од: 
- дебљине леда, тј. повећавањем дебљине повећава се брзина кретања;
- нагиба падине, јер са повећавањем нагиба повећава се брзина;
- величине долине – што  је мања долина то је већа брзина;
- облика долине – што је долина равнија, брзина је већа;
- температуре – порстом температуре повећава се брзина;
- удаљености од места настанка – што је ближе, брзина је већа;
- храпавости – мања храпавост - већа брзина
- литолошког састава подлоге – што  су стене мање отпорне, брзина већа.

Према профилу ледника, брзина је највећа у горњем средишњем делу, због најмањег трења долине. Пошто се ледник не понаша као течна вода, него је пластичан, због храпавости подлоге или целе долине и разних удубљења или избочења преко којих ледник прелази, настају мање или веће пукотине. Могу настати на рубу ледника (рубне пукотине), на средини (попречне) и на крају ледника (уздужне). Рубне пукотине настају због трења о руб долине у којој се ледник налази. Попречне пукотине настају због кретања преко храпаве и вијугаве долине. Уздужне настају на крају (челу) ледника, због његовог брзог ширења при изласку из долине.

## Глацијалне наслаге

### Слојевите
Испрани песак/шљунакна предњој страни ледника, проналази се на равнима
Котаогромада стагнирајућег леда оставља депресију или јаму
Ескеригомиле шљунка/песка стрмих страница вероватно узрокованих токовима који се крећу испод стагнирајућег леда
Камовислојевит нанос гради брежуљке благих падина
Варфовитанка седиментна подлога (грубо испрекидана), лети наноси више материјала док зими мање.

### Неслојевите
Глина-неразврстана(леднички под од облутака) нанесен повлачећим/напредујућим ледницима, обликујући морене
Морене(Чеоне или терминалне) материјал нанесен на крају; (Подинске или темељне) материјал нанесен док се ледник отапа; (Бочне или латералне) материјал нанесен по странама.